# Lipotriches modesta
Lipotriches modesta är en biart som först beskrevs av Smith 1862.  Lipotriches modesta ingår i släktet Lipotriches och familjen vägbin. Inga underarter finns listade i Catalogue of Life.